# Mike Reichenbach

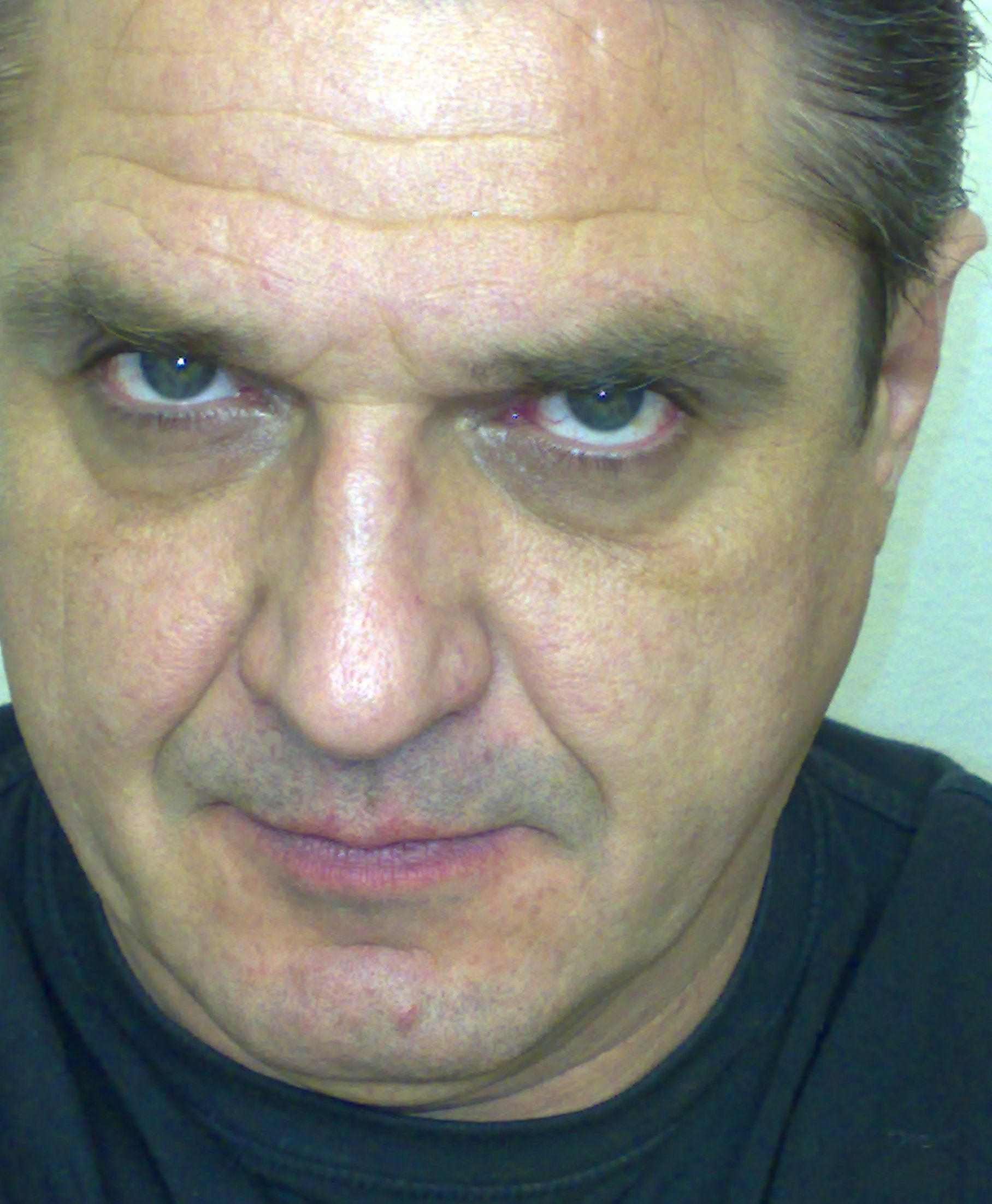
Mike Reichenbach (2008)

Mike Reichenbach (* 3. September 1962 in Ratingen) ist ein deutscher Schauspieler.
Mike Reichenbach ist der Sohn des Künstleragenten Karl-Heinz Reichenbach und seiner Frau Marita († 1976). Er erhielt seine Schauspielausbildung von 1983 bis 1985 in Köln an der Schule des Theaters Der Keller, u. a. bei Wolfgang Trautwein und Peter Schwab. Zusammen mit anderen Schauspielern übernahm er 1985 in Köln die Theatergruppe Theater Deutzer Freiheit, wo er bis 1992 mitwirkte.
In der RTL-Serie Die Wache spielte er von 1998 bis 2003 den Polizeikommissar „Ingo Dellbrück“.
Seinen ersten Auftritt in einem Kinofilm hatte er 1988 in Die Katze neben Götz George und Heinz Hoenig. Neben weiteren Rollen in Kino- und Fernsehfilmen sowie verschiedenen Serien-Gastauftritten stand er immer wieder auf der Theaterbühne.
Mike Reichenbach lebt in Köln und ist Vater/Stiefvater von drei Söhnen.

## Filmografie (Auswahl)
- 1988: Die Katze
- 1998–2003: Die Wache (als Polizeikommissar „Ingo Dellbrück“)
- 2021: Meine Mutter im siebten Himmel